# (4223) Shikoku
(4223) Shikoku est un astéroïde de la ceinture principale.

## Description
(4223) Shikoku est un astéroïde de la ceinture principale. Il fut découvert le 7 mai 1988 à Geisei par Tsutomu Seki. Il présente une orbite caractérisée par un demi-grand axe de 3,01 UA, une excentricité de 0,11 et une inclinaison de 9,2° par rapport à l'écliptique.

## Compléments